# Арденбург, Хендрик ван
Хендрик ван Арденбург (нидерл. Hendrik van Aardenburg; ?, Арденбург — 2 ноября 1223, Гент) — фландрийский монах-бенедиктинец и настоятель Аббатства Святого Бавона в Генте с 1212 по 1223 год.

## Биография
Хендрик ван Арденбург получил свою фамилию от названия города, в котором родился. Переехав в Гент, он стал монахом в Аббатстве Святого Бавона. Став в нём настоятелем, ему удалось привлечь в аббатство многочисленные пожертвования, за счёт уважительного отношения со стороны Жанны Константинопольской и ряда знатных лордов Фландрии, которые передавали аббатству деньги, княжества и земельные участки. На землях, принадлежащих монастырю Арденбург тщательно проверял как фермеры и арендаторы выполняют обязательства по посеву, добыче полезных ископаемых, удобрению полей, содержанию дамб, пойм и водотоков и лишал их арендованной земли, если они проявляли в этом халатность. Также он внёс большой вклад в освоение пустошей вокруг Гента, в частности построив церковь в Мендонке.